# Tara Air Flight 193
Tara Air Flight TB193 var en flygning den 24 februari 2016 mellan Pokhara (Nepals näst största stad) och bergsbyn Jomsom. Flygplanet lyfte från Pokhara flygplats klockan 07:50 lokal tid för en rutinmässig kortdistansflygning till Jomsom, en by i Himalayabergen på drygt 2 700 meters höjd med cirka 1 500 invånare. Flygplanet hade 23 personer ombord och samtliga omkom då flygplanet haverade på grund av ett pilotmisstag.

## Bakgrund
Flera av världens farligaste flygplatser och flygrutter anses ligga i Nepal. Nepalesiska piloter anses mycket skickliga och erfarna i att hantera de utmanande situationer som flygande i landet innebär. Haverier är dock vanliga eftersom säkerhetsmarginalerna är  små.[källa behövs]
Nepal har mycket utmanande väderförhållanden. Landets geografiska förutsättningar finns både områden med tropiskt klimat och – i områden i bergskedjan Himalaya – arktiskt klimat. Monsunvindar och tidvis mycket kraftiga fallvindar, samt utmanande moln- och temperaturförhållanden förekommer.
Jomsoms flygplats är fruktad av piloter och betraktas som en av de farligaste flygplatserna i världen. Nepal är i allmänhet ett utmanande område för piloter att flyga i av många skäl. Många landningsbanor i Nepal är korta, sluttande och belägna i – för flygning – utmanande terräng. Många av banorna saknar nödvändig säkerhetsberedskap så som räddningspersonal och flygledartorn. Även navigationshjälpmedel som flygfyrar och Instrumentlandningssystem (ILS) saknas.

## Det havererade flygplanet

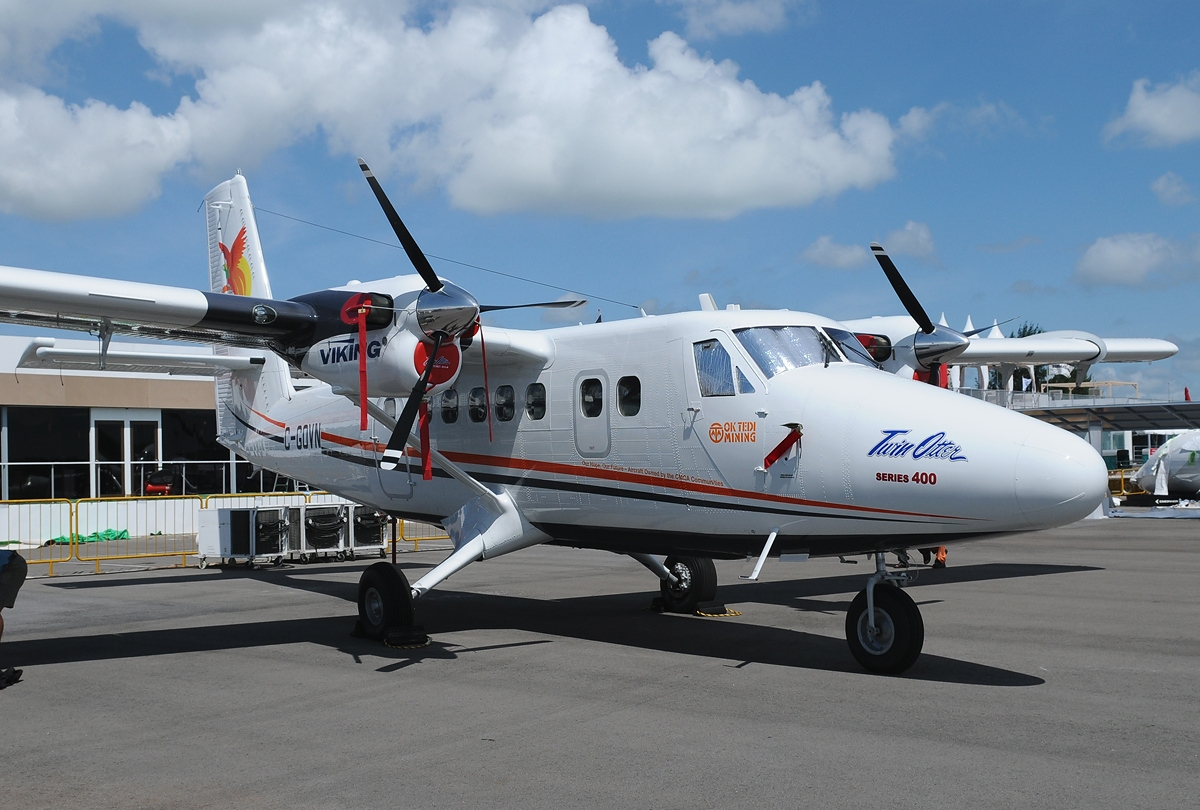
Viking Air DHC-6 Twin Otter 400

Flygplanet som var inblandat i haveriet var en Viking Air DHC-6 Twin Otter 400, en typ av de Havilland Canada DHC-6 Twin Otter, men byggt efter 2008 då De Havilland Canada sålde programmet till Viking Air. Planet var registrerat som 9N-AHH och var ett relativt nybyggt plan, som levererats till Tara Air den 26 september 2015, knappt fem månader innan haveriet. En Twin Otter har egentligen bara kapacitet för 19 passagerare och två piloter men under den aktuella flygningen befann sig 23 personer ombord.

## Den aktuella flygningen och haveriet
Flight TB193 flög under VFR (visuella flygregler - flygning endast tillåten vid tillräcklig sikt) och felaktig navigering gjorde att planet flög in i molnen. Vid tiden för olyckan flögs planet av andrepiloten medan kaptenen övervakade. Utan visuella referenser och utan tillräcklig erfarenhet och/eller utrustning för flygning enligt instrumentflygreglerna (IFR) så blev båda piloterna desorienterade. 
Flygplanets Ground proximity warning system (GPWS) ljöd i cockpiten. Systemet är till för att varna piloterna för att man är farligt nära  terräng och ge piloterna en chans att väja eller stiga. Mot andrepilotens önskan valde dock kaptenen att ignorera varningen och fortsätta flygningen. Detta kunde enligt slutrapporten höras på svarta lådan. Kaptenen var van vid dessa varningar, då man i Nepal ofta flyger med små marginaler. Då han flugit rutten många gånger så valde han att fortsätta. Drygt en minut senare tros dock kaptenen ha insett allvaret i situationen då svarta lådan visade att han tog över kontrollerna från sin andrepilot och påbörjade en stigning. Men det var för sent, och planet havererade nära byn Dana, bara några kilometer väster om Annapurna. Samtliga 23 personer ombord, 20 passagerare, två piloter och en kabinvärd omkom vid haveriet.

## Utredning av olycksorsaken
Incidenten utreddes av Aircraft Accident Investigation Commission Nepal (AAIC) samt Transportation Safety Board Canada (TSB Canada), då Twin-Ottern är ett kanadensiskt flygplan. Enligt deras slutgiltiga rapport berodde haveriet på dåliga väderförhållanden, piloternas misstag att navigera in i molnen trots att de flög under visuella flygregler samt kaptenens beslut att inledningsvis ignorera varningen som kunde ha räddat planet. Flygplanet ansågs vara fullt funktionsdugligt och orsaken till haveriet beskrivs som pilotmisstag och ett fall av flygning in i terräng vid bibehållen manöverduglighet av luftfarkosten.